# Самсы
Самсы (каз. Самсы) — село в Жамбылском районе Алматинской области Казахстана. Административный центр Самсинского сельского округа. Код КАТО — 194259100.

Конный памятник Самен батыру в селе Самсы

## Население
В 1999 году население села составляло 1217 человек (617 мужчин и 600 женщин). По данным переписи 2009 года в селе проживало 1259 человек (616 мужчин и 643 женщины).